# اقورات
اقورات یک سکونتگاه مسکونی در موریتانی است.